# Indywidualne Mistrzostwa Polski w Zapasach 1938
Mistrzostwa Polski w Zapasach 1938 – zawody sportowe, które odbyły się w 1938 w stylu klasycznym i stylu wolnym.
5. (1. oficjalne) mistrzostwa Polski w stylu wolnym rozegrano 16 października 1938 w Łodzi.
14. mistrzostwa w stylu klasycznym zostały rozegrane 19 i 20 marca w Katowicach.

## Medaliści

### Styl wolny
| Kategoria:      | Złoto:                                              | Srebro:                                         | Brąz:                                 |
| waga kogucia    | Wilhelm Szuraj Kopalnia Pokój Nowy Bytom            | Franciszek Fedorowicz Elektryczność Warszawa    | Wilhelm Korfanty Katowice             |
| waga piórkowa   | Józef Kulesza IKP Łódź                              | Edward Sawka Legia Warszawa                     | Bolesław Neubauer Legia Warszawa      |
| waga lekka      | Władysław Kuligowski Strzelec Nowy Bytom            | Marian Świętosławski Elektryczność Warszawa     | Henryk Szlązak Legia Warszawa         |
| waga półśrednia | Zbigniew Szajewski Policyjny Klub Sportowy Warszawa | Józef Suchy Warszawa                            | Henryk Barylak IKP Łódź               |
| waga średnia    | Władysław Bajorek Wisła Kraków                      | Feliks Rejniak Policyjny Klub Sportowy Warszawa | Erwin Hinz Wima Łódź                  |
| waga półciężka  | Teodor Krysmalski Sokół II Katowice                 | Bolesław Śliskowski IKP Łódź                    | Wacław Małecki Elektryczność Warszawa |
| waga ciężka     | Karol Jakubowski IKP Łódź                           | Kazimierz Kozyrski Legia Warszawa               | Wilhelm Boba Śląsk                    |

### Styl klasyczny
| Kategoria:      | Złoto:                                              | Srebro:                                         | Brąz:                                             |
| waga kogucia    | Antoni Rokita Rywal Warszawa                        | Eryk Kuchta Sokół II Katowice                   | Wilhelm Szuraj Strzelec Nowy Bytom                |
| waga piórkowa   | Marian Świętosławski Elektryczność Warszawa         | Edward Sawka Legia Warszawa                     | Karol Marcok Strzelec Nowy Bytom                  |
| waga lekka      | Władysław Kuligowski Strzelec Nowy Bytom            | Henryk Szlązak Legia Warszawa                   | Oskar Kusz Strzelec Nowy Bytom                    |
| waga półśrednia | Zbigniew Szajewski Policyjny Klub Sportowy Warszawa | Feliks Rejniak Policyjny Klub Sportowy Warszawa | Henryk Staniczek Policyjny Klub Sportowy Katowice |
| waga średnia    | Władysław Bajorek Wisła Kraków                      | Józef Maruszewski Pogoń Nowy Bytom              | Reda Warszawa                                     |
| waga półciężka  | Karol Jakubowski IKP Łódź                           | Bronisław Falkiewicz Elektryczność Warszawa     | Henryk Hebda Legia Warszawa                       |
| waga ciężka     | Tomasz Gwóźdź Strzelec Nowy Bytom                   | Józef Dąbrowski Elektryczność Warszawa          | Brunon Cymmer Wima Łódź                           |